# Ilybius wasastjernai
Ilybius wasastjernai är en skalbaggsart som först beskrevs av Sahlberg 1824.  Ilybius wasastjernai ingår i släktet Ilybius, och familjen dykare. Arten är reproducerande i Sverige.